# In Search of the Lost Chord
In Search of the Lost Chord (с англ. — «В поисках утраченного аккорда») — третий студийный альбом британской группы The Moody Blues, изданный в июле 1968 на лейбле Deram Records. Вторая пластинка The Moody Blues, записанная в классическом составе Хейворд—Пиндер—Лодж—Томас—Эдж, и вторая же работа группы с продюсером Тони Кларком.
На этой записи сформировалось фирменное звучание группы, построенное вокруг меллотрона. Альбом написан под влиянием ЛСД, трансцендентальной медитации и восточной музыки, в частности, музыки Хиндустани. Тематика песен альбома затрагивает такие темы, как духовное развитие человека, его стремление к поискам и открытиям.
Две песни с пластинки, «Ride My See-Saw» и «Voices in the Sky», были также выпущены как синглы.
После релиза In Search of the Lost Chord занял достаточно высокие позиции в чартах. В Великобритании попал в пятёрку лучших альбомов, а в Германии и США в тридцатку. По итогам продаж пластинка получила золотой статус в США, и платиновый в Канаде.
In Search of the Lost Chord получил положительные отзывы критиков и был включен в различные списки лучших альбомов прогрессивного рока. Впоследствии пластинка неоднократно переиздавалась.

## Запись альбома
Тони действительно понимал музыкантов. Мы общались с ним круглосуточно, мы говорили с ним не только о музыке, но и о философии, об астрономии. Он понимал, что в словах наших песен кроется несколько смыслов, и действительно мог увидеть всю картину целиком.
In Search of the Lost Chord был записан в студии Decca, в Лондоне, вместе с продюсером Тони Кларком и звукоинженером Дереком Уорнелсом. Кларк начал сотрудничать с коллективом в 1966 году и вместе с Уорнелсом уже работал с The Moody Blues на предыдущем альбоме, Days of Future Passed. По словам музыкантов, Кларк и Уорнелс хорошо понимали их идеи и позволяли им широко экспериментировать со звуком. Days of Future Passed группа записывала вместе с Лондонским фестивальным оркестром. На новой пластинке музыканты сами исполнили партии всех инструментов. В песнях можно услышать такие инструменты, как ситар, танпура, клавесин, гобой, валторна. Различные струнные и духовые были воспроизведены с помощью меллотрона. Студия Decca, в которой шла работа над альбомом, была оборудована новой для тех времен, 8-дорожечной технологией записи, что позволило раскрыть творческий потенциал группы и создавать сложные многослойные композиции. С другой стороны, песни получились достаточно трудными для воспроизведения их на концертах.
Первой песней, записанной для In Search of the Lost Chord стала «Legend of Mind» Рэя Томаса. Все композиции создавались музыкантами поодиночке, за исключением «Visions of Paradise», которую написали вместе Хейворд и Томас. Во время работы над альбомом участники группы, кроме бас-гитариста Джона Лоджа, употребляли ЛСД, однако, по словам Джастина Хейворда, они с большой осторожностью относились к наркотикам и никогда не попадали под их власть.

## Релиз
In Search of the Lost Chord был выпущен в июле 1968 года на грампластинках в США, Канаде, Индии, Австралии и странах Европы. В Великобритании и США альбом также выходил на компакт-кассетах. После релиза диск пользовался относительным успехом. В UK Albums Chart пластинка добралась до 5 места и провела в чарте в общей сложности 32 недели, однако так и не достигла даже золотого статуса. В немецком чарте альбом пробыл одну неделю, заняв 30 строчку. В США альбом пользовался большим успехом и хотя достиг всего 23 места в чарте получил по итогам продаж золотой статус. В Канаде альбом занял 37 строчку в чарте и получил платиновый статус.
С In Search of the Lost Chord было выпущено два сингла. Перед релизом диска был выпущен сингл «Voices in the Sky» («Dr. Livingstone, I Presume» на обратной стороне). Он попал только в UK Singles Chart, дойдя до 27 строчки. Второй сингл, выпущенный уже после выхода пластинки, «Ride My See-Saw», с не вошедшей в альбом «A Simple Game» на обратной стороне, почти не имел успеха в Великобритании, заняв 42 место в чарте и проведя там одну неделю. В Нидерландах сингл имел больший успех, проведя в местном чарте 3 недели и добравшись до 12 позиции. В США сингл занял 61 место в Billboard Hot 100.

### Переиздания
Пластинка неоднократно переиздавалась. На CD альбом был впервые издан в 1986 году, а первый ремастированный образец на CD был выпущен в 1993 году. В 2006 году было выпущено делюкс-издание на двух дисках в формате SACD. На первом диске находилась ремастированная версия оригинального альбома, а второй диск содержал 15 треков, среди которых были другие версии песен, ауттейки, «живые» записи. Ещё одно переиздание было выпущено в 2008 году с девятью бонус-треками.

## Список композиций

### Оригинальный альбом
| №                   | Название                      | Автор(ы)            | Длительность |
| ------------------- | ----------------------------- | ------------------- | ------------ |
| 1.                  | «Departure»                   | Грэм Эдж            | 0:44         |
| 2.                  | «Ride My See-Saw»             | Джон Лодж           | 3:39         |
| 3.                  | «Dr. Livingstone, I Presume»  | Рэй Томас           | 2:58         |
| 4.                  | «House of Four Doors»         | Лодж                | 4:12         |
| 5.                  | «Legend of a Mind»            | Томас               | 6:36         |
| 6.                  | «House of Four Doors, Part 2» | Лодж                | 1:50         |
| 7.                  | «Voices in the Sky»           | Джастин Хейворд     | 3:28         |
| 8.                  | «The Best Way to Travel»      | Майк Пиндер         | 3:14         |
| 9.                  | «Visions of Paradise»         | Хейворд, Томас      | 4:15         |
| 10.                 | «The Actor»                   | Хейворд             | 4:39         |
| 11.                 | «The Word»                    | Эдж                 | 0:48         |
| 12.                 | «Om»                          | Пиндер              | 5:45         |
| Общая длительность: | Общая длительность:           | Общая длительность: | 42:03        |

### Бонус-треки на издании 2006 года
На диске были представлены другие версии песен с альбома и концертные записи этих песен. А также четыре композиции, которые не были представлены на оригинальном альбоме.
| №  | Название                                             | Автор(ы) | Длительность |
| -- | ---------------------------------------------------- | -------- | ------------ |
| 1. | «What Am I Doing Here?» (ауттейк)                    | Хейворд  | 3:54         |
| 2. | «A Simple Game» (ауттейк)                            | Пиндер   | 3:27         |
| 3. | «King And Queen» (ауттейк)                           | Хейворд  | 3:53         |
| 4. | «Tuesday Afternoon» (BBC Afternoon Pop Show Session) | Хейворд  | 3:24         |

## Музыкальный стиль и тематика песен
In Search of the Lost Chord — концептуальный альбом, построенный вокруг тем духовного развития человека, поисков и открытий. Само название пластинки, В поисках утраченного аккорда, отражает эту концепцию, а список музыкантов озаглавлен, как «Участники экспедиции». In Search of the Lost Chord представляет материализм индустриального общества, как одну из причин бездуховности человека, и предлагает использовать музыку, галлюциногены и трансцендентальную медитацию, как шаги к достижению духовного совершенства. Бас-гитарист Джон Лодж говорит: «Посыл нашего альбома заключался в следующем: если вы сумеете найти последний аккорд, то вероятно, вы сможете дать ответ на вопрос — что такое жизнь». По словам журналиста Classic Rock Роба Хьюза, «In Search of the Lost Chord явил собой набор философских и духовных идей, которые предполагали одновременно достижение просветления и новый стиль жизни».
Критик Allmusic Брюс Эдер замечает, что «на In Search of the Lost Chord меллотрон стал главным инструментом и частью их фирменного звучания». По его словам, запись является красивой и странной смесью типично британских песен и восточных мотивов.
«Утраченный аккорд» упоминается в конце первого трека «Departure», поэмы, написанной Грэмом Эджэм. Она начинается с невнятного бормотания и заканчивается истерическим смехом. Поэма является интродукция к следующей композиции «Ride My See-Saw», богатой вокальными гармониями. Эта композиция до сих пор входит в сет-листы концертов группы. Как правило, ей музыканты завершают свои выступления.
Третий трек на альбоме «Dr. Livingstone, I Presume» описывает постоянное стремление человека к поискам и открытиям. В тексте кроме Давида Ливингстона также упоминаются капитан Скотт и Христофор Колумб.
В песне Джона Лоджа «House of Four Doors», по утверждению Роба Хьюза «смешаны барочный классицизм и мечтания в стиле Beatles». Лодж говорит: «Я хотел написать песню, которая показала бы, как можно прожить свою жизнь. По мере того, как жизнь идет вперед, вам встречаются двери, которые можно открыть, а можно и проигнорировать».
«Legend of Mind» посвящена американскому психологу Тимоти Лири. В песне также упоминается Тибетская Книга мёртвых. По словам Рэя Томаса, композиция была вовсе не серьёзной, а насмешливо-иронической. Джастин Хейворд подтверждает, что это была шутливая дань тем временам. Середина трека содержит двухминутное соло Томаса на флейте. В песне поется о путешествии на астральном плане, что можно трактовать, как кислотный трип. В музыке использован миксолидийский лад, который близок к используемым в раге музыкальным ладам.
«The Best Way To Travel» повествует о межзвёздных путешествиях. Главный герой песни летит через вселенную на лучах света.
«Visions of Paradise» написана Хейвордом и Томасом и является одной из первых композиций, которую они написали вместе. Хейворд написал музыку, а Томас сочинил стихи, в которых отражено его представление о рае.
«The Actor» — медленная баллада, написанная Хейвордом, и повествующая о несчастной любви.
«The Word» ещё одна поэма Грэма Эджа, которую читает Майк Пиндер и которая переходит к заключительному треку «Om». В поэме раскрывается, что «утраченный аккорд» — это и есть мантра Ом.

## Обложка
Обложку для диска нарисовал художник Филипп Трэверс, некоторое время сотрудничавший с лейблом Decca Records. По его словам музыканты хотели, чтобы на обложке был изображён процесс медитации. У Трэверса долго не получалось адекватно изобразить требуемое. Когда сроки выполнения работы уже подходили к концу, художник вспомнил момент, когда он прослушивал альбом в аппаратной. Она была отделена от студии большим стеклянным окном, на поверхности которого появилось несколько его отражений одновременно, как будто он парил в пространстве, поднимаясь все выше. Этот момент и лег в основу иллюстрации. Рисунок был выполнен в основном гуашью и акварелью. Изредка Трэверс использовал аэрозольные баллончики.
На развороте конверта изображена геометрическая фигура, называемая шри-янтра. Такие фигуры используются при медитацях, как дополнение к мантрам. Это ещё раз подтверждает влияние восточной философии на альбом.
Рисунок Трэверса стал одной из самых известных обложек альбомов конца 60-х годов.
Изображение, в несколько изменённом виде, летчик 336-й ударной вертолётной роты Билл Коулман нарисовал на носу своего вертолёта UH-1C, принимавшего участие в войне во Вьетнаме.

## Отзывы
Критик журнала Rolling Stone Джим Миллер выделяет высокое качество продюсирования записи. В целом он называет альбом противоречивым, что иллюстрирует песня «Legend of Mind», в которой, на его взгляд, сочетается красивая и интересная музыка, и безумный текст. По мнению Миллера, наиболее сильными композициями на диске являются «Ride My See-Saw» и «Dr. Livingstone, I Presume». Также он отмечает великолепное пение Джастина Хейворда в песне «The Actor». Главными достоинствами In Search of the Lost Chord Миллер называет приятную музыку и красивое пение, а недостатками — ужасную концепцию и слабые тексты песен.
Критик Allmusic Брюс Эдер поставил альбому 3 звезды из 5 и утверждает, что пластинка была «одним большим экспериментом группы со всеми инструментами, которые только можно было найти, что делает альбом похожим на записи Beatles тех лет». Также он называет альбом красивым и элегантным и выделяет песни «Ride My See-Saw», «Legend of Mind» и «The Actor».
Журналист Classic Rock Роб Хьюз называет In Search of the Lost Chord уникальным альбомом, который и в настоящее время выглядит крайне убедительно.
Сами музыканты положительно отзываются о своей работе. Джастин Хейворд говорит, что в нёй есть наивность, не потерявшая со временем своего очарования, и что группе удалось выразить то, что они хотели сказать. Грэм Эдж подтверждает, что им удалось воплотить все свои замыслы и мечты.

### Рейтинги и списки
| Издание          | Страна         | Рейтинг/Список                          | Год  | Источник |
| ---------------- | -------------- | --------------------------------------- | ---- | -------- |
| Zig Zag          | Великобритания | 100 важнейших рок-альбомов              | 1975 | [ 32 ]   |
| Virgin Books     | Великобритания | 1000 альбомов всех времен (502-е место) | 2000 | [ 33 ]   |
| Record Collector | Великобритания | 21 классический альбом прог-рока        | 2000 | [ 34 ]   |
| Record Collector | Великобритания | 20 важнейших альбомов прог-рока         | 2004 | [ 34 ]   |
| Record Collector | Великобритания | 100 величайших психоделических записей  | 2005 | [ 34 ]   |
| Q                | Великобритания | 40 космических альбомов (37-е место)    | 2005 | [ 35 ]   |

## Влияние
Кавер-версии песен с In Search of the Lost Chord выходили на альбомах Bongwater и Тимоти Лири.
Американская трибьют-группа Moody Bluegrass, исполняющая песни The Moody Blues в стиле блюграсс, записала два диска с кавер-версиями композиций The Moody Blues в числе которых были и песни с In Search of the Lost Chord.

## Чарты и сертификации
Альбом
| Год  | Страна         | Чарт                 | Позиция | Сертификация |
| ---- | -------------- | -------------------- | ------- | ------------ |
| 1968 | Великобритания | UK Albums Chart      | 5       |              |
| 1968 | Германия       | Media Control Charts | 30      |              |
| 1968 | Канада         | RPM                  | 37      | Платиновый   |
| 1968 | США            | Billboard 200        | 23      | Золотой      |

Синглы
| Год  | Страна         | Название            | Чарт              | Позиция |
| ---- | -------------- | ------------------- | ----------------- | ------- |
| 1968 | Великобритания | «Voices in the Sky» | UK Singles Chart  | 27      |
| 1968 | Великобритания | «Ride My See-Saw»   | UK Singles Chart  | 42      |
| 1968 | Нидерланды     | «Ride My See-Saw»   | Dutch Top 40      | 12      |
| 1968 | США            | «Ride My See-Saw»   | Billboard Hot 100 | 61      |

## Участники записи

### Музыканты
- Джастин Хейворд — вокал, акустическая гитара, электрогитара, двенадцатиструнная гитара, ситар, табла, фортепиано, меллотрон, клавесин, бас-гитара, перкуссия
- Майк Пиндер — вокал, меллотрон, фортепиано, клавесин, автоарфа, виолончель, танпура, акустическая гитара, бас-гитара, текст на «The Word»
- Джон Лодж — вокал, бас-гитара, виолончель, тамбурин, акустическая гитара
- Рэй Томас — вокал, поперечная флейта, альтовая флейта, саксофон, валторна, гобой
- Грэм Эдж — ударная установка, литавры, табла, тамбурин, фортепиано, текст на «Departure»

### Производство
- Тони Кларк — продюсер
- Дерек Уорнелс — звукоинженер
- Эдриан Мартинс — ассистент звукоинженера
- Филипп Трэверс — оформление